# 千葉大学教育学部附属特別支援学校
千葉大学教育学部附属特別支援学校（ちばだいがくきょういくがくぶふぞくとくべつしえんがっこう）は、千葉県千葉市稲毛区にある特別支援学校。

## 沿革
- 1965年4月1日 - 附属小学校に特殊学級（知的障害）の開設認可
- 1966年4月1日 - 小学校上学年学級増設
- 1967年4月1日 - 附属中学校特殊学級開設認可
- 1968年4月1日 - 中学校特殊学級各1学級増設
- 1969年4月1日 - 中学校特殊学級各1学級が増設
- 1970年4月1日 - 小学校中学年学級増設認可
- 1973年4月1日 - 千葉大学教育学部附属養護学校設置
- 1974年4月1日 - 高等部設置
- 2004年4月1日 - 国立大学法人化
- 2007年4月1日 - 千葉大学教育学部附属特別支援学校と改称

## 学部
- 小学部
- 中学部
- 高等部

## 所在地
- 〒263-0001　千葉県千葉市稲毛区長沼原町312